# طراد ياووز

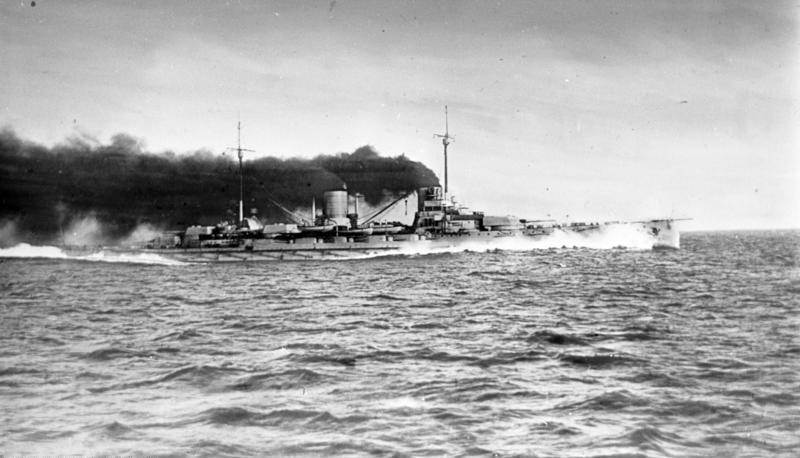
إس إم إس جوبان

كان الطراد الحربي إس إم إس جوبان (SMS Geoben) واحد من طرادين حربيين من طراز مولتيكيه (Moltke)، والذي صنع في ترسانة هامبورغ البحرية الألمانية في عام 1911م مع مثيلها إس إم إس مولتكيه (SMS Moltke) للقوات البحرية للإمبراطورية الألمانية. ويمتلك ذلك الطراد ترسانة مشابهة للطراد الحربي الألماني من الجيل الأسبق إس إم إس فون دير تان (SMS Von der Tan)، لكنه يتفوق عليه بأنه أكثراتساعاً؛ بالإضافة لامتلاكها نظم حماية أفضل. والجدير بالذكر، أنه مزود بأبراج دوارة ذات مدفعين؛ وبالمقارنة مع نظائره الإنجليزية، فهو أكبر حجماً، ومغطى بدروع حماية قوية.
وفي عام1912م، شكل الطراد الحربي إس إم إس جوبان (SMS Geoben) مع الطُراد الخفيف إس إم إس بريسلاو (SMS Breslau) الأسطول الحربي الألماني في البحر المتوسط. وفي 28 يوليو1914 م، توليا مهمة خفر السواحل في البحر المتوسط طوال حروب البلقان. ومع بداية الحرب العالمية الأولي، وصل جوبان (Geoben) وبريسلاو (Breslau) إلى إستانبول بعد فرارهما من القوات البحرية الإنجليزية في البحر المتوسط. وفي 16أغسطس 1914م، أعلنانضمامهماإلى البحرية العثمانية. وحينما أصبح الطرادالحربي جوبان تحت لواء العثمانيين، أطلق عليه اسم السلطان ياووز سليم (Yavuz Sultan Selim). وفي عام 1936م، أطلق عليه رسمياً اسم (الطراد الحربي للجمهورية التركية ياووز). وفي عام1938م، تم نقل رفاة مصطفى كمال أتاتورك من إستانبول إلى إزمير على متنه. وظل يخدم تحت لواءالقوات البحرية التركية، إلى أن تم تسريحه من الخدمة في عام 1950م.
ثم تم تفكيكه خلال الفترة مابين 1973 و1976 م؛ وذلك بعد رفض تركيا طلب الحكومة الألمانية الذي يقضي باستعادته من تركيا. وكان يافوز آخر طراد تم تفكيكه، بعدما ظل في الخدمة لأطول فترة من بين كل الطرادات الحربية والزوارق.

## إنشاؤه
وفي 8 أبريل 1909م، أوصت القوات البحرية للإمبراطورية الألمانية بصنع جوبان، الذي كان الطراد الحربي الألماني الثالث تحت رمز مؤقت، وهو: إتش (H) ورقم إنشاء، وهو: (201)، وذلك في ترسانة بلوم فوس الواقعة في هامبورغ. وفي 19 أغسطس، تم نقل هيكله على مركبة جليدية. وفي 28 مارس 1911م، تم إنزاله في البحر بعد أن اكتمل جزئه السفلي. وعقب اكتمال القوات البحرية الألمانية انضم إليها في الثاني من يوليو 1912 م.
ويبلغ طول الطُرَّاد جوبان 186٫6 متر، واتساعه 92٫4متر؛ وارتفاعه من سطح الماء 9٫19 متر؛ ويبلغ وزنه الصافي 22٫616طن (أي 22٫259 طن إنجليزي)، والوزن الكلي له 25٫300 طن (أي طن إنجليزي 24٫900). ويعمل الطراد بالمحرك البخاري بارسونزالذي ينتج 52000 قوة نوعية (أي 93000 كيلو وات) والموقد البخاري شولز ثورني كرفت الذي يعمل بالفحم طوال الأربع والعشرين ساعة؛ وبذلك يمكن أن تصل سرعته إلى 25٫5 ميل بحري في الساعة (أي 47٫22 كم/ساعة؛ 29٫3 ميل/ساعة).
تتكون البطارية الرئيسية للطراد من خمس مدافع مزدوجة يبلغ قطرالواحد منها 28سم (أي 11 إنش)؛ أما البطارية الثانية، فتتكون من 12 مدفع توجد في مقدمة ومؤخرة السفينة ويبلغ قطرالواحد منها 15سم (أي 5٫9 سم)، ويوجد بها 12 مدفع آخر يبلغ قطرالواحد منها 8٫8 سم (أي 3٫5 إنش) والموجودة حول برج القيادة وقمرة القبطان، وأربع أنابيب للطوربيدات يبلغ قطر كل منها 50 سم (أي 20 إنشاً).

## حروب البلقان

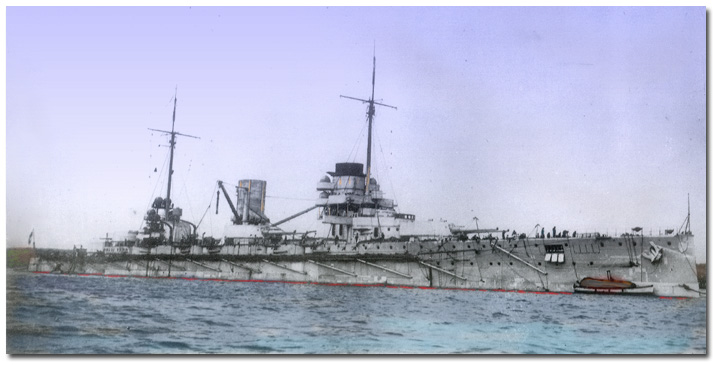
إس إم إس جوبان

مع بداية حروب البلقان الأولى في أكتوبر 1912م، أرسلت هيئة الأركان العامة الألمانية الطراد الحربي جوبان والطراد الخفيف بريسلاو إلى البحر المتوسط؛ وذلك مع اتخاذها قراراً بتأسيس قوة عسكرية هناك (أي تقسيم البحر المتوسط)؛ لكى تظهر قوة ألمانيا فيه. وفي 4 من نوفمبر، بدأ الطرادين رحلتهما من كيل حتى رستا في إستانبول في 15 نوفمبر 1912. وبعد شهر إبريل عام 1913م، اتجه جوبان وبريسلاو إلى ألبانيا بعدما قام برحلات إلى موانئ كثيرة في البحر المتوسط، ومنها: البندقية وبولا ونابولي. ومع بداية حرب البلقان في 29 يوليو 1913م، تمركزت في بولا كقوات ألمانية في البحرالمتوسط. ولقد ظل كلاهما هناك لصيانتهما من 21 أغسطس وحتى 16 أكتوبر 1913م.
وفي 23 أكتوبر 1913م، كان تحت قيادة الكونت أميرال سوتشون. واستمر جوبان وبريسلاو بنشاطهما في البحر المتوسط. ومع بداية الحرب العالمية الأولى، زارا ثمانين ميناءً تقريبا. وعندما كانت القوات البحرية تخطط لاستبدال جوبان بالطراد (إس إم إس مولتكيه)، أعاق تنفيذ الخطة تعرض أميرالنمسا فرانز فرديناند إلى الاغتيال في سراييفو في 28 يونيو1914م؛ مما أدى إلى تصاعد التوتر بين القوى العظمى مع مرور الوقت. وعقب هذا الاغتيال، توقع اللواء البحري سوتشون بأنه لامفر من الحرب بين قوى التحالف ودول المحور. وعلى إثر ذلك؛ قام المهندسون الذين قدموا من ألمانيا بعمل صيانة للسفينة؛ حيث تم استبدال 4٫460 أنبوب متضرروأجري له صيانة شاملة. وبعد أن اكتملت أعمال الصيانة، اتجه مباشرة صوب مسينة.

## الحرب العالمية الأولى

### مطاردة القوات الإنجليزية لجوبان وبريسلاو
أمر القيصر البروسي فيلهالم الثاني ـ في حالة حدوث حرب ـ بعودة جوبان وبريسلاو إلى المياه الألمانية؛ وذلك باختيار واحد من طريقين، وهما: إما أن يسلك جوبان وبريسلاو طريق

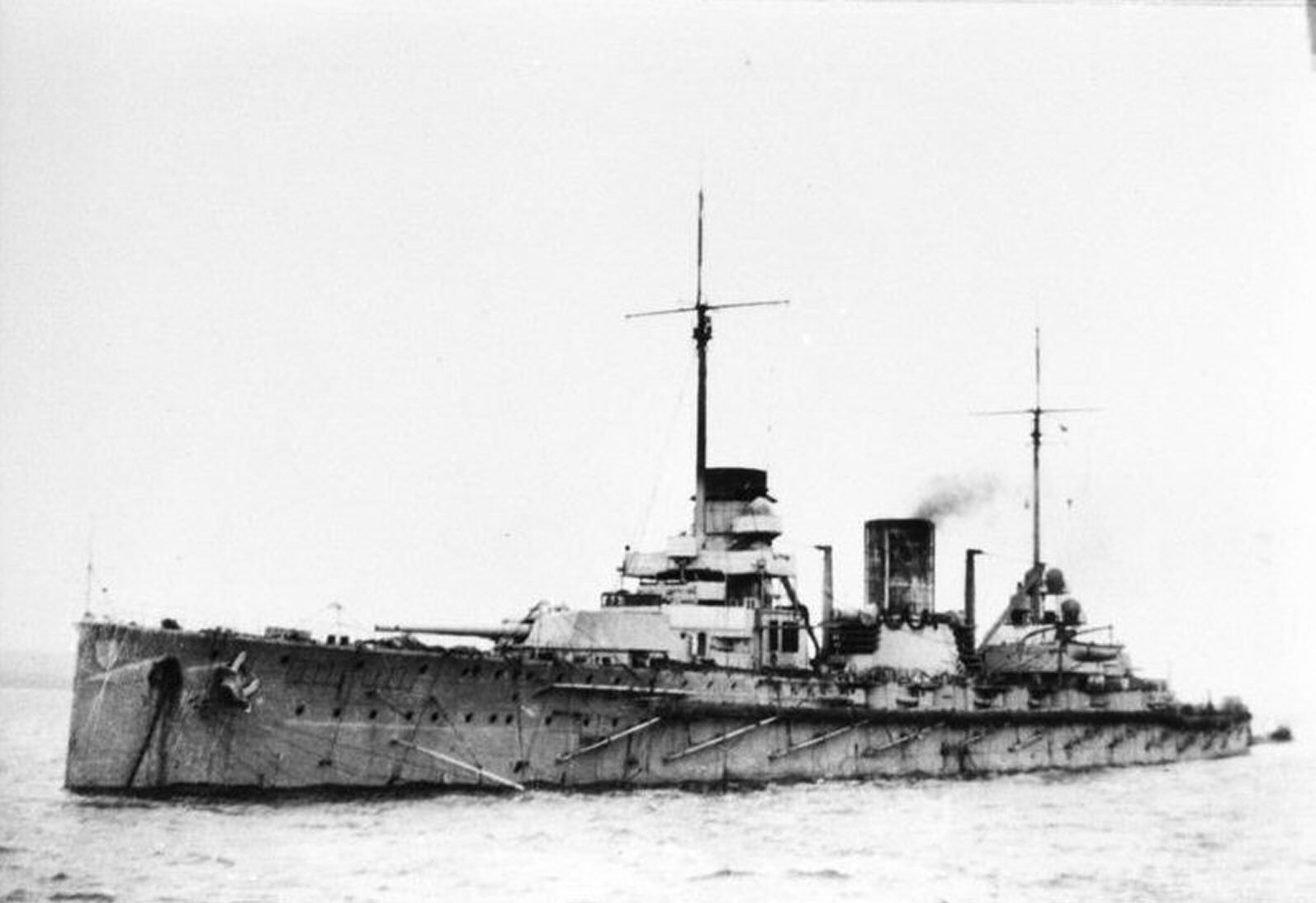
الطراد جوبان في الميناء

غرب البحر المتوسط؛ وفي تلك الحالة، يمكن أن تقوم القوات العسكرية الفرنسية المتمركزة في شمال أفريقيا بالإغارة عليهما؛ وإما أن يمر بمضيق

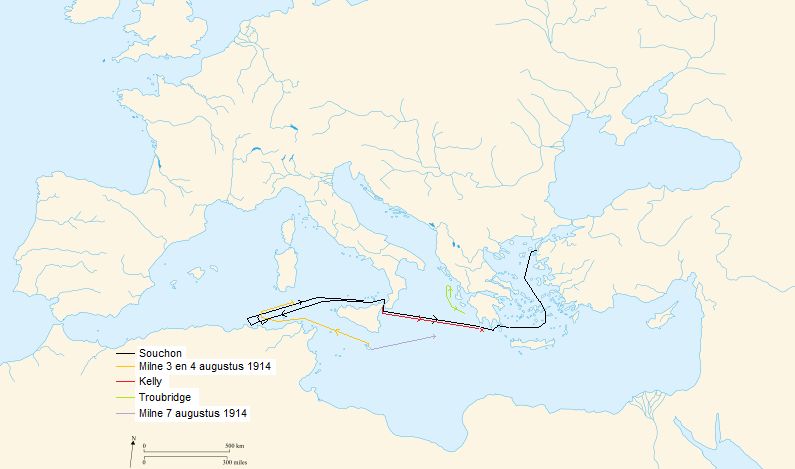
اتجاه اقتفاء أثر جوبان

جبل طارق حتى يخرجا إلى المحيط الأطلسي. وسيقرر قبطان الأسطول أي القرارين سيتخذ، وفقاً لما يراه مناسباً. ولذلك، حينما كان جوبان وبريسلاو يشقان طريقهما نحو الجزائر في الثالث من أغسطس 1914م، أُخطر الأميرال سوتشون بإعلان ألمانيا الحرب على فرنسا. وعليه، أطلق جوبان النار بكثافة بأمر من القيصر فيلهالم على مدينة فليبافالي ـ المسماة حالياً سكيكدة ـ لمدة عشر دقائق متواصلة. وفي تلك الأثناء، لم تطلق بريسلاو النار على بونة ـ المسماة اليوم عنابة. وأمر الأميرال ألفريد فون تيربيتز والأميرال هوجو فون بول ـ اللذان لم ينفذاأوامر قيصرـ سوتشون بالتحرك صوب إستانبول دون علم القيصر؛ لوجود اتفاق سري بين ألمانيا والدولة العثمانية.
توجه سوتشون إلى مسينة بسبب عدم وجود فحم كافي للوصول إلى إستانبول. وفي الطريق، التقى الألمان بالزورقين الحربيين الإنجليزيين إتش إم إس أنديفاتيجابل (HMS Indefatigable) وإتش إم إس أندوميتابل (HMS Indomitable)، لكن لم تندلع مناوشات بينهم؛ لعدم دخول ألمانيا الحرب ضد إنجلترا في ذلك الوقت. ونجح الألمان في الفرار من تعقب تلكما الزورقين، ووصلوا إلى مسينة في 5أغسطس.
وعندما رسيا هناك، أصبحت هناك حالة من الفوضى؛ بسبب إعلان إيطاليا في يوم 3 أغسطس الحياد. ووفقاً للقوانين العالمية في ذلك الوقت، تستطيع السفن الحربية البقاء لمدة لا تزيد عن أربع وعشرين ساعة في الموانئ المحايدة، ولكن السلطة البحرية الإيطالية الموالية لألمانيا سمحت لجوبان وبريسلاو بالبقاء لمدة ست وثلاثين ساعة ريثما ينتهون من التزود بالفحم. وبعد مرور ذلك الوقت، لم يكن خزان فحم جوبان قد امتلأ بالفحم الذي يكفي للوصول إلى إستانبول. ولهذا السبب، رتب اللواء سوتشون للالتقاء بناقلة فحم ألمانية في بحر إيجة. ولقد بقى أسطول البحر المتوسط؛ وذلك لاعتقاد القبطان الفرنسي الأميرال لابيرير بأن الألمان؛ إما سيتجهون إلى البحر المتوسط أو سيلتقون بالقوات البحرية الأسترالية المتجهة إلى بولا.
غادر جوبان وبريسلاو بقيادة سوتشون ميناء مسينة في وقت مبكر من صباح يوم السادس من أغسطس، وعبرا مضيق مسينة، ثم اتجها صوب شرق البحر المتوسط؛ حيث وجدا في مواجهتهما طرادين حربيين إنجليزيين يبعدان عنهما مسافة مائة ميل؛ وكان هناك طراداً ثالثاً - يدعى إتش إم إس انفلكسبل (HMS Inflexible) يتزود بالفحم من ميناء بنزرت بتونس. وكان في طريق سوتشون قوة عسكرية إنجليزية تتألف من الأسطول الأول بقيادة اللواء إرنست تروبريدج والمتكون من البوارج الحربية إتش إم إس ديفينس (HMS Defense) وإتش إم إس بلاك برنس (HMS Black Prince) وإتش إم إس دوق إدينبورج (HMS Duke of Edinburgh) وإتش إم إس وريور (HMS Warrior). وأراد الألمان مفاجئة تروبيريدج، فاتجهوا إلى البحر الأدرياتيكي، لكن تروبيردج الذي أدرك خطئه، عدل من مساره، وأصدرأمراً بهجوم الطراد الخفيف إتش إم إس دوبلين (HMS Dublin) وبارجتين آخرتين على جوبان وبريسلاو بالطوربيدات، لكنهما نجحا في الفرار مستفيدان من الظلام. وفي الساعات المبكرة من صباح اليوم التالي الموافق 7 أغسطس، ترك تروبيريدج امر مطاردتهما إلى أربع سفن حربية قديمة ـ والتي يبلغ قطر مدافع كل منها إلى 28سم ـ واتجه إلى إستانبول من أجل سوتشون. ولقد تم ملأ خزان جوبان بالفحم في ناكسوس. وفي منتصف نهار 10 أغسطس، عبرت جوبان وبريسلاو بحر مرمرة، ثم مضيق الدردنيل بتوجيه من سفن تركية في مقدمتهم. وللالتفاف على قوانين عدم الانحياز؛ أعلن الطراد الحربي جوبان والطراد الخفيف بريسلاو انضمامهما إلى القوات البحرية العثمانية في يوم 16 أغسطس. وفي يوم 23 سبتمبر، عُين اللواء سوتشون قائداً للقوات البحرية العثمانية، وتم تغيير اسم جوبان إلى ياووز وبريسلاو إلى ميديللي، وارتدى الطاقم الألماني الزي العثماني والطربوشالتركي.

### عملياتالبحر الأسود

#### عام 1914م

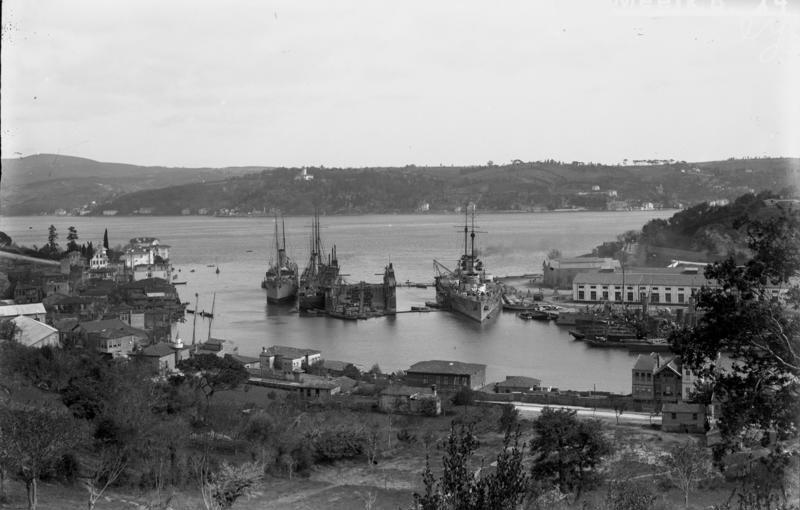
الطراد الحربي (السلطان سليم ياووز) في الأستانه

خرج ياووز إلى أول مهمة له تحت لواء الدولة العثمانية لمهاجمة ميناء سيفاستوبول الروسي. ولم تكن الدولة العثمانية قد دخلت في الحرب مع دول التحالف في ذلك الوقت. وفي أثناء هذا الاشتباك، أصابت ياووز قذيفة مدفعية يبلغ قطرها 25٫4 سم (أي 10 إنش)، لكن هذه القذيفة لم تنفجر؛ أما الإصابتان الأخرتان اللتان تلقاهما كانتا متوسطتى الحجم. وأثناء تبادل إطلاق النار، مر ياووز ومرافقيه بحقل من الألغام في المياه الروسية ولكن لم تحدث أي أضرار. وفي طريق العودة إلى تركيا، التقت يافوز بالسفينة الروسية الملغمة بروت (Prut)؛ حيث تم تفجير السبعمائة لغم التي على متنها، أما المدمرة الروسية ليتنانت بوشتين (Leytenant Puşçın) التي كانت تحرس بروت أثناء الاشتباك، أصيبت بقذيفتين يبلغ قطرهما 15 سم جراء إطلاق مدافع البطارية الثانية لياووز عليها. وكرد فعل على إطلاق النار علىسيفاستوبول، أعلنت روسيا الحرب على الدولة العثمانية في 1 أكتوبر؛ وتسبب ذلك في مشاركة الدولة العثمانية في الحرب العالمية الأولى. وفي 3 أكتوبر، أطلقت السفن الإنجليزية والفرنسية النار على قوات الدفاع التركية المتمركزة في مضيق الدردنيل. وبعد ذلك بيومين، تم إعلان الحرب بشكل رسمي. ونتيجةً لذلك؛ جمعت روسيا كل أسطولها الحربي في البحر الأسود ـ وعلى رأسه البارجة الحربية فروت (Frut) وليتنانت (Leytenant) وبوشتشين (Puşçin)ـ وحاولت منع ياووز من إغراق سفنها.
وفي يوم 18 أكتوبر، بادر الطراد الحربي ياووز والطراد الخفيف ميديللي بإطلاق النار على الأسطول الروسي للبحر الأسود الذي كان عائداً من طرابزون؛ وذلك فيما سمي بمعركة ساريتش بورنو (Sariç Burnu) التي تبعد 17 ميلاً بحرياً (أي 31 كم؛ 2 ميل) عن القرم. وعلى الرغم من أنها كانت الظهيرة، كان الجو ملبداً بالغيوم؛ فلم يستطع الطرفان رؤية بعضهم البعض للوهلة الأولى. ولقد طوّر الأسطول البحري الروسي من مناوراته الحربية التي اعتمد فيها على إطلاق النار بشكل مكثف من عدة سفن تحت قيادة البارجة الرئيسية؛ وذلك بحكم خبرته في حربه مع اليابان عام1905م. وحينما رأت البارجة الروسية إفستافي (Efstafi) والبارجة الرئيسية للأسطول لوان زلاتوست (Loann Zlatoust) ياووز، لم تطلقا النار، ولكن أوامر إطلاق النار الخاطئة التي وصلت إلى إفستافي من البارجة الرئيسية (لوان زلاتوست)؛ أدت إلى تقديرها المسافة بأربعة آلاف متر بدلاً من سبعة آلاف متر؛ ولهذا السبب، عادت إفستافي لمواجهة ياووز، وأطلقت النار وفقاً لحساباتها قبل أن تطلق البارجة الرئيسية للأسطول النار على يافوز. فاخترقت الدفعة الأولى من القذائف ـ التي يبلغ قطرها 12 سم ـ دروع وحدة المدافع لياووز التي يبلغ قطرها 15 سم؛ أما القسم الآخر فسقط بعيداً عن ياووز. وعلى إثر ذلك؛ اندلع حريق كبير في ياووز. ونتيجة لذلك؛ لقي 13 شخصاً من الطاقم مصرعهم وأصيب ثلاثة آخرون.
وعقب هذا، قام ياووز بالرد على إطلاق النار؛ فضرب مدخنة إفستافي التي في الوسط بنيران المدافع؛ فمرت القذائف من المدخنة ودمرت نظام التحكم عن بعد. وحينما فقدت إفستافي ولوان الاتصال فيما بينهما، تراجعا ليعدلا مسارهما. وربما قامت إفستافي بإطلاق النار؛ إما بسبب إصدارأمرالإطلاق بشكل خاطئ أوأنه لم يستطع رؤية ياووز؛ ولذلك لم يستطع إصابتها. وفي هذه الأثناء، أطلق ياووز قذائف على البارجة إيفستافي فانفجرت واحدة منها فقط، ثم أتبعتها بتسع عشرة قذيفة انفجرت منها أربع قذائف فقط يبلغ قطر كل منها 28 سم (أي 11 إنشاً)؛ مما أدى إلى مقتل أربعة وثلاثين جندياً روسياً وإصابة أربعة وعشرين آخرين. وبعد أربعة عشرة دقيقة من الاشتباك، أصدراللواء سوتشون أوامره بوقف إطلاق النار.
وبعد ذلك بشهر، نقل ياووز والطراد مديللي الجنود إلى خطوط الدفاع في 5 و6 ديسمبر. وفي 10 ديسمبر، قام الطراد ياووز والطراد الخفيف حميدية (Hamidiye) بحراسة ثلاث سفن شحن إلى ميناء طرابزون. وفي 26 ديسمبر، اصطدم ياووز بلغم على بعد ميل بحري من مضيق البوسفور حينما كان في طريق عودته ليقل جنود آخرين. ونتج عن ذلك اللغم فتحة أسفل برج القيادة بلغ حجمها 50 متراً مربعاً، لكن الطوربيدات البحرية التي كانت على متنه لم يحدث لهاأي ضرر يذكر. وبعد دقيقتين من ذلك، اصطدم ياووز بلغم آخر عند مرفأ الميناء ما أدى إلى فتحة في الجزء الأمامي لبطاريات المدافع الرئيسية بلغ اتساعها 64 متراً مربعاً. وقد أعاق حركة الطراد دخول كمية كبيرة من المياه بلغ حوالي 600 طن من الفتحتين والأجزاء التي لم تغمرها المياه وصل ارتفاع الماء فيها 30 سم. ولإصلاح ياووز في الأراضي العثمانية؛ تم إنشاء عدة حواجز في المياه حول الطراد لعدم وجود مساحة كافية، وتم إخراج الماء من الطراد، وسُدت الفتحتين بالخرسانة. وعلى الرغم من كثرة إصلاح تلك الخرسانة إلا أنها ظلت صالحة للعمل لأعوام عديدة.

#### أحداث عام 1915م
غادر ياووز الذي لا يزال به أضرار بوغازتشي في الثامن والعشرين من يناير والسابع من فبراير لمساعدة ميديللي وحميدية في الهروب من الروس. وفي 1 إبريل، غادر ياووز وميديللي إستانبول لدعم الطرادين حميدية ومجيدية اللذين كانا في مهمة لضرب ميناء أوديسا. وفي الطريق إلى أوديسا اضطر حميدية ومجيدية لتعديل سرعتهما إلى 15 ميل في الساعة بسبب شدة التيار. وأثناء ذلك، اصطدم حميدية بلغم وفشلت مهمة ضرب أوديسا. وفي هذه الأثناء، وصل ياووز وميديللي إلى سيفاستوبول، وقاما بإغراق سفينتي بضائع بخاريتين روسيتين. ونتيجة لذلك؛ تتبع الأسطول الروسي ياووز وميديللي طوال اليوم. وعند حلول المساء، تم إرسال مدمرات من الأسطول الروسي الرئيسي للهجوم عليهما بالطوربيدات، لكن المدمرة الوحيدة التي استطاعت اللحاق بهم هي جنيفني (Gnevny)؛ فأطلقت الطوربيدات عليهما، ولكنها أخطأت الهدف. وعاد ياووز وميديللي دون أية خسائر. وظلت ياووز بعد ذلك في بوغاز تشي حتي تم الانتهاء من إصلاحها في 23 مايو.
وفي 25 إبريل، شنت القوات البحرية الروسية هجوماً على مضيق البوسفور بالتزامن مع خروج المتحالفين من جليب أوغلو. وبعد ذلك بيومين، اتجه ياووز والسفينة الحربية تورجوت ريس (Turgut Reis) إلى الدردنيل لضرب قوات التحالف. وعند بزوغ الشمس، حدد بالون المراقبة الذي أطلقته البارجة الحربية إتش إم إس كوين إليزابيث (HMS Queen Elizabeth) مكان ياووز وتورجوت ريس، وتأهبت كوين إليزابيث لإطلاق النار. وحينما ظنت أنها قريبة كفاية لضربهما، أطلقت قذائف المدفعية التي يبلغ قطر كل منها 15 سم. وابتعد ياووز عن منطقة الاستهداف، وعمل على إبقاء مسافة مناسبة بينه وبين كوين إليزابيث. وفي 30 إبريل، استعد ياووز لمهاجمة الأسطول الإنجليزي؛ وذلك وفقاً للأوامر التي تلقاها من مقر القيادة التركية في مضيق الدردنيل. وعندما ظهرت البارجة الاستطلاعية الإنجليزية إتش إم إس نيلسون (HMS Nelson) في مرمى ياووز، قام الأخير بإطلاق خمسة قذائف مدفعية، لكن دون أن يتمكن من إصابتها.
وفي 1 مايو، ذهب ياووز لضرب ميناء بيكوز؛ وذلك رداً على ما قام به القوات البحرية الروسية من ضرب مدخل مضيق إسطنبول. وفي 7 مايو، خرج ياووز للبحر الأسود للبحث عن السفن الروسية حتى ميناء سيفاستوبول دون أن يتمكن من العثورعليها. وبسبب تبقي ذخيرة قليلة لمدافعه الرئيسية؛ لم يستطع إطلاق النار على سيفاستوبول. وفي صباح العاشر من مايو، رصدت السفن الحربية الاستطلاعية التركية ـ وهم في طريق العودة إلى إسطنبول ـ المطاردتين الأماميتين للأسطول الروسي تريسفياتيلا (Trisviatelia) وبانت ليمون (Pantelimon)؛ فاشتبك ياووز معهم. وفي أول عشر دقائق من الاشتباك، تعرضت ياووز لإصابتين بالغتين، فأوقف اللواء سوتشون إطلاق النار، واتجه مباشرة إلى إسطنبول تحت مطاردة الزوارق الحربية الروسية لهما. وفي الأيام التي تلت من شهر مايو، تم أخذ مدفعين من ياووز يبلغ قطر كل منهما 15 سم، لاستخدامهما على ساحل الميناء. وتم أخذ أربعة مدافع ايضاً يبلغ قطر كل منها 8,8 سم من مؤخرة البارجة. وفي نهاية عام 1915م، تم استبدال تلك المدافع بأربعة مدافع مضادة للطائرات يبلغ قطر كل منها 8٫8 سم.

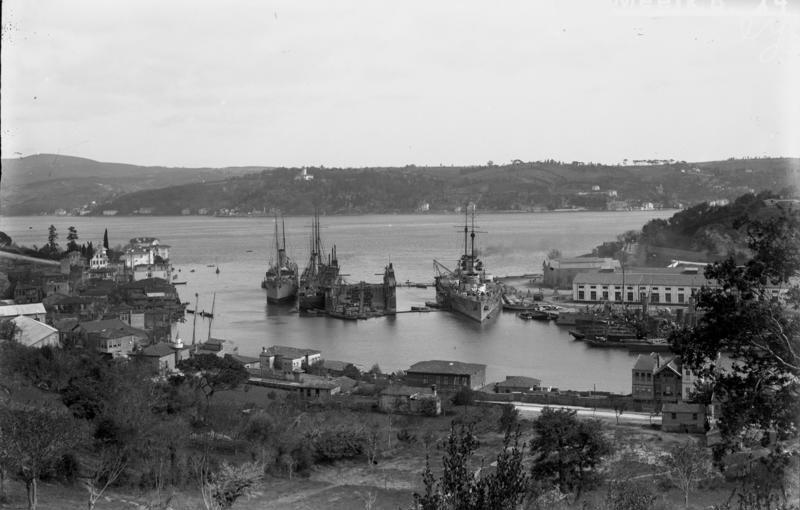
الطراد ياووز أثناء ذهابه في البحر

وفي 18 يوليو، اصطدمت ميديللي بلغم؛ مما أدى إلى دخول 600 طن من الماء بها. ولذلك، لم تستطع ان تحرس موكب ناقلات الفحم من زنغولداق إلى إسطنبول. وتبعاً لهذا، تم إرسال ياووز وحميدية وثلاثة زوارق حربية لحراسة ناقلات الفحم الخمس. وأثناء الرحلة، هاجمت الغواصة الروسية تيولين (Tyulen) واحدة من تلك الناقلات وأغرقتها. وفي اليوم التالي، هاجمت تيولان وغواصة روسية أخرى ياووز، لكنها لم تنجح في إصابتها.
وفي 5 سبتمبر، هاجمت المدمرتين الروسيتين بيستري (Bystry) وبرونزيتانلي (Pronzitaenli) الطراد الخفيف حميدية التي تقود الموكب التركي وزورقين آخرين. وحينما تعطلت مدافع حميدية التي يبلغ قطرها 15 سم أثناء الاشتباك، تم إرسال ياووز لمساندتها، لكنه تأخر كثيراً. وعندما وصل ياووز، كانت سفن البضائع التركية قد رست على الشاطئ؛ لتجنب أسر السفن الروسية لها.
وفي 21 سبتمبر، رست ناقلات الفحم في إستانبول بهدف إبعاد المدمرات الروسية الثلاثة عنها. وفي 14 نوفمبر، اقتحمت الغواصة الروسية مورز (Morz) مضيق البوسفور وأطلقت طوربيدين على ياووز، لكن تم تدميرها في النهاية. وقام اللواء سوتشون بوقف مهمة حماية ناقلات الفحم مؤقتاً؛ لكثرة المخاطر التي يتعرض لها ياووز. وبدلاً من ذلك، سمح للسفن السريعة التي تستطيع الذهاب من مضيق البوسفور إلى زنغولداق في ليلة واحدة بالمغادرة. وفي خارج المضيق قابلتهم زوارق حربية لتحميهم من هجوم الغواصات الروسية الرابضة هناك. ولقد ادى اكتمال الطرادين الحربيين الروسيين إمبراتريستا ماريا (Impratrista Mariya) وإمبراتريستا إكاترينا (Impratrista Ekaterina) في نهاية الصيف إلى زيادة صعوبة المهمة على ياووز.

#### أحداث عام 1916 و1917م

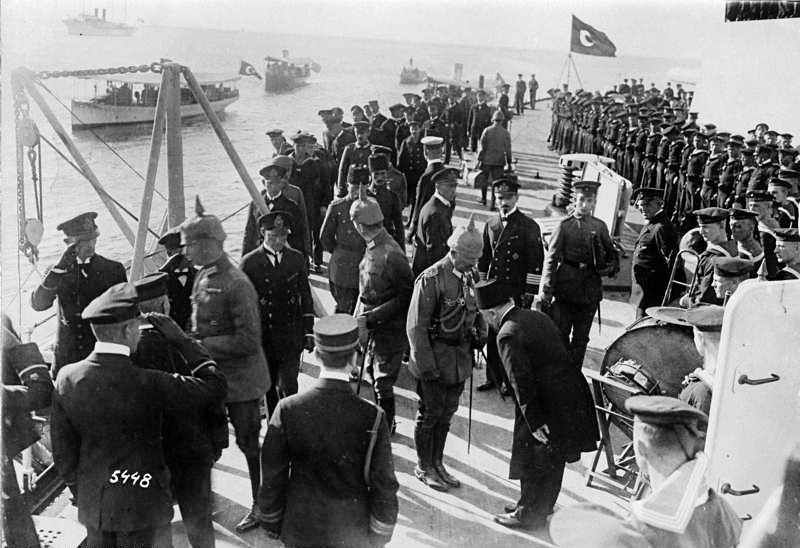
زيارة ويلهالم الثاني للسلطان سليم ياووز بإستانبول في عام 1917

في 8 يناير، تم إرسال يافوز بقيادة سوتشون إلى زنغولداق؛ لحماية ناقلة تركية فارغة آتية إلى إسطنبول من السفن الحربية الروسية التي تحوم في المنطقة، لكن الروس أغرقوها قبل أن يصل إليها ياووز. ولقد تواجه ياووز مع الطراد الحربي الروسي إمبراتريستا إكاترينا؛ حيث أشتبك الطرفان من مسافة 18٫500 متر. واتجه ياووز إلى الجنوب الغربي وأطلقت مدافع البطارية الرئيسية؛ وفي أول أربع دقائق أطلقت خمس دفعات من القذائف. ولم يستطع أياً منهما إصابة الأخرى، إلا أن القذيفة التي سقطت بالقرب من ياووز أصابته بشظايا. وكان إمبراتريستا إكاترينا أسرع من ياووز؛ نظراً لأن الجزء السفلي من ياووز كان مغطى بالطحالب وأجنحة مروحتها في وضع يرثى له. ولهذا السبب، كان من الصعب على ياووز الهروب من ذلك الطراد الذي بلغ سرعته23٫5 عقدة (أي 43٫5 كم/ساعة).
استولى الروس على اجزاء كبيرة من الدولة العثمانية؛ وذلك في المعركة التي دارت في القوقاز. وتم توظيف ياووز في ذلك الوقت لنقل الجنود إلى جبهة القتال، بهدف إعاقة تقدم الجيش الروسي. وفي 4 فبراير، نقلت ياووز 429 عسكري ومجند وعدد لا يحصى من الذخيرة المدفعية وعدد من الرشاشات الآلية ووحدة ملاحة جوية وألف بندقية و300 صندوق من الذخيرة إلى ترابزون. وفي 4 مارس، قامت البحرية الروسية بإنزال قوة تتألف من ألفين ومائة عسكري برشاشات آلية وخيول على جانبي ميناء بازار، وقامت القوات الروسية بإنزال آخَر داخل كفاتا التي تبعد خمسة اميال شرقي طرابزون؛ وبذلك وُضعت القوات التركية بين شقي الرحى وأجبرت على مغادرة المدينة. وفي نهاية شهر يوليو، قام الأتراك بهجوم مضاد واقتحموا الجبهة الروسية حتى 35 كم (أي 20 ميلاً). وقامت ياووز وميديللي بتكثيف الهجوم على المنطقة الساحلية لتدعيم الهجوم التركي. وفي 4 يوليو، أطلق ياووز النار على ميناء توابسي وأغرق سفينتين بخاريتين، وأجبر زورقين حربيين روسيين على المغادرة من الميناء. وحينما عاد ياووز وميديللي إلى إستانبول، تم إصلاح أجنحة المروحة الخاصة بياووز حتى شهر سبتمبر.
وعندما بدأت كميات الفحم تتناقص في الدولة العثمانية، قرر اللواء سوتشون وقف ياووز وميديللي عن العمل طوال عام 1917 م. وأصبح الفريق ريبور باشفيتز قائد الأسطول البحري العثماني بدلاً من سوتشون. وبعد الثورة البلشفية الروسية، تم إعلان وقف إطلاق النار بين روسيا والإمبراطورية العثمانية في ديسمبر 1917. وكانت نتيجة اتفاقية بريست ليتوفسك هي: إعادة تسويق الفحم الروسي مرة أخرى من الأناضول.

#### أحداث عام 1918

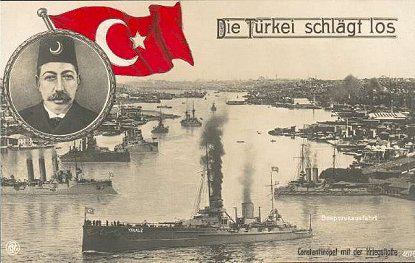
طابع بريدي عليه صورة السلطان محمد الخامس والطراد (السلطان سليم ياووز) مع قوات البحرية العثمانية في القرن الذهبي.

في يوم 20 يناير 1918، خرج يافوز وميديللي بقيادة الفريق ريبور باشفيتز من ميناء الدردنيل. وكان هدف باشفيتز هو سحب القوات التركية من سفن دول التحالف التي كانت على جبهة فلسطين؛ لإراحة الجنود الأتراك. وعند خروج ياووز من المضيق هاجمتها البارجتان الإنجليزيتان إتش إم إس رجلان (HMS Raglan) وإتش إم إس إم28(HMS M28) ـ المدعومة من سفن حربية إنجليزية راسية في مضيق الدردنيل ـ على حين غرة؛ مما اضطر ياووز للاشتباك معهما في المعركة التي سميت بمعركة أمروز (غوك تشا أدا) البحرية. ونتيجةً لذلك؛ قرر ريبور باشفيتز الهجوم على ميناء مودروس. وهناك، تأهبت البارجة الاستطلاعية الإنجليزية إتش إم إس أغاممنون (HMS Agamemnon) للهجوم على السفن التركية، ولكن في الطريق، اصطدمت ميديللي بعدة ألغام وغرقت؛ واصطدمت ياووز بثلاثة ألغام، فاضطرت للانسحاب إلى غوك تشا أدا تحت مطاردة المدمرتان الإنجليزيتان إتش إم إس ليزارد (HMS Lizard) وإتش إم إس تيجرس (HMS Tigress) حتى نغره بورنو؛ ولذلك شن الأسطول الثاني للقوات البحرية والجوية الإنجليزية هجوما على ياووز ـ التي رست على أرض إنجليزية ـ وأحدثت بها إصابتان، لكن القنابل التي ألقتها الطائرات عليها لم تحدث لها أضرار بالغة. وفي 24 يناير، أطلقت السفينة الحربية الإنجليزية إتش إم إس إم 17 (HMS M17) ـ من طراز مونيتورـ النار على ياووز. وبعدما قامت بضرب عشرة قذائف، اضطرت للهروب تحت إطلاق نار كثيف من سرية مدافع الساحل التركي. وتم إرسال الغواصة الإنجليزية إتش إم إس إي 14 (HMS E14) بعدما غرقت السفينة الحربية إتش إم إس إم17 (HMS M17)، لكنهاوصلت متأخرة. وذهبت البارجة الحربية الألمانية القديمة تورجوت ريز (Turgut Reis) إلى إستانبول لحماية ياووز
وفي 30 مارس 1918 م بعد اتفاقية صلح برست ليتوفسك، قامت ياووز بحراسة السفن التي تحمل أعضاء لجنة التصالح العثمانية إلى أوديسا. وعقب عودتها إلى إستانبول، ذهبت إلى ميناء سيفاستوبول؛ لتنظيف وإصلاح جزئها السفلي. وفي 28 يونيو، توجهت ياووز وبعض المدمرات الحربية إلى نوفوروسياسك لمراقبة السفن السوفيتية الراسية هناك، لكن سفن الاتحاد السوفيتي هاجمت السفن التركية التي وجدتها. وعادت ياووز بعد ذلك إلى ميناء سيفاستوبول تاركةً مهمة الاستطلاع للمدمرات الحربية. وفي 14 يوليو، تم أخذها إلى حوض إصلاح السفن في سيفاستبول، وظلت هناك حتى نهاية الحرب. وحينما كانت هناك تم تنظيفها من الطحالب العالقة في جزئها السفلي. وأعدت حواجز خرسانية لإصلاحها من أضرار الألغام. وتم إصلاح واحد من الثلاثة أجزاءالمتضررة من الألغام من 7 أغسطس وحتى 19 أكتوبر.
وفي 2 نوفمبر، تعاملت القوات البحرية الألمانية مع الحكومةالتركية على أن ياووز هي ملكهم رسمياً. وبمقتضى شروط معاهدة سيفر: يجب تسليم ياووز للقوات البحرية الإنجليزية كضمانة حرب، لكن تلك الإتفاقية لم تطبق بسبب حرب التحرير التركية بزعامة مصطفى كمال أتاتورك. ولقد نجحت الجمهورية التركية في الاحتفاظ بجزء كبير من الأسطول البحري للإمبراطورية العثمانية، بما في ذلك يافوز؛ وذلك بموجب اتفاقية لوزان التي وقعت عليها عام 1923 م، عقب انتصارها في حرب التحرير التركية.

## الجمهورية التركيةبعدالحرب العالمية الأولى

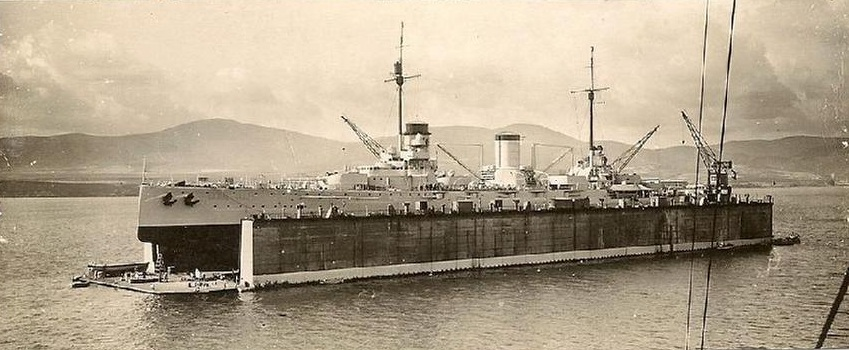
ياووز داخل حوض السفن بترسانة القوات البحرية لغولغوك في بحر مرمرة عام 1928 م.

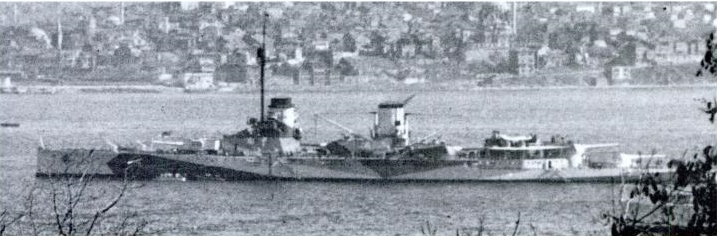
ياووز في ميناء إستانبول عام 1946 م.

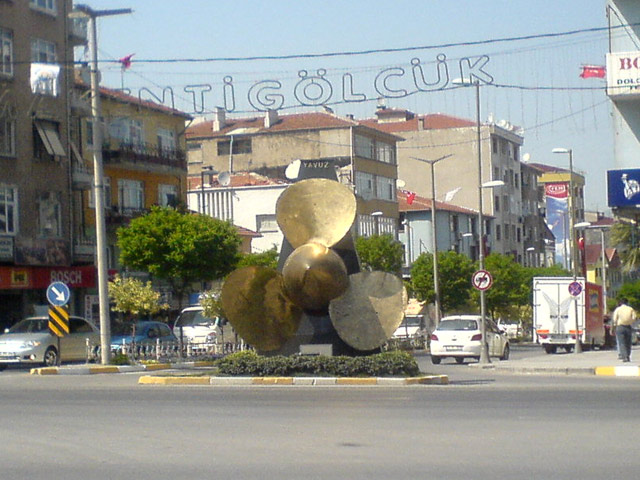
مروحة ياووز في مركز مدينة غولغوك.

النقطة الوحيدة المشتركة بين سياسات البحرية التركية التي وضعتها عام 1920 م، هي: إصلاح ياووز، لكنه لم يكن تحت لواء القوات البحرية للجمهورية التركية الوليدة، ولم يتم إصلاح الأضرار التي لحقت به من جراء اصطدامه بلغمين في عام 1918 م، بيد أن مقدمته كانت في حالة جيدة. ولقد ترك على حاله حتى عام 1926 م. وبعد أن توفرت ميزانية لشراء حوض إصلاح السفن، قامت القوات البحرية التركية بشراء واحداً من ألمانيا يبلغ حجمه 26 ألف طن؛ وذلك بسبب خوفها من غرق الطراد في البحر المفتوح أثناء إرساله إلى دولة أخرى لإصلاحه. وتعاقدت الحكومة التركية مع الشركةالفرنسية للإنشاء سون نازير (Atelier et chantiers de ST. Nazarie-Penhöet)على تجديد وإصلاح الطراد ياووز الموجود في ترسانة القوات البحرية بغولغوك. وأثناء إصلاح ياووز، انهار جزء كبير من حوض السفن؛ مما أدى إلى إحداث أضرار لياووز. وتسبب إصلاح ذلك الحوض في إطالة مدة إصلاح الطراد. وعلى إثر ذلك، تم إقالة وزير البحرية من منصبه للتحري عن قضية الفساد المتعلقة بحوض السفن. ولقد أبطأ رئيس هيئة الأركان العامة التركية المارشال فوزي جاكماق برنامج الإصلاح الشامل للقوات البحرية التركية لحين اكتمال التحريات؛ مما أدى إلى زيادة تأخير إصلاح ياووز. وبعد المناورات الواسعة التي قامت بها القوات البحرية اليونانية في سبتمبر عام 1928 م، حظي معاودةُ إصلاح ياووز باهتمام كبير؛ حيث أصدرت الحكومة التركية قراراً باتخاذ كافة التدابير اللازمة ضد تفوق أسطول اليونان البحري. وطلبت الحكومة التركية من الحكومة الإيطالية أربعة مدمرات وغواصتين لأسطولها البحري، لكن الحكومة اليونانية عرضت على الحكومة التركية اقتراحاً بعقد اتفاق مشابه لاتفاقية واشنطن المتعلقة بتحديد القوات البحرية لعشرة أعوام. ووفقاً للاقتراح، لن تعاود ياووز العمل مرة أخرى، أما اليونان سيكون لها الحق في إنشاء سفينتين حربيتين جديدتين؛ فرفضت الحكومة التركية هذا الاقتراح، وأعلنت أنها تستخدم ياووز لإقامة توازن في القوى مع الاتحاد السوفيتي في البحر المتوسط. وبناءً على هذا الرد، طالبت الحكومة اليونانية هي الأخرى بإمدادها بمدمرتين أخرتين.
تم إصلاح الأضرار التي سببتها الألغام لياووز، وازداد وزنه إلى 23٫100 طن، واتساعه إلى 10 سم، ونقص طوله نصف متر؛ وتم تجديد محركاته البخارية، ووضع نظام تحكم آلي للمدافع تم جلبه من فرنسا. وتم إخراج مدفعين يبلغ قطر كل منهما 15 سم. وكانت الدول الأخرى في ذلك الوقت تزيد من حجم الدروع التي تحمي السفن ـ والتي يبلغ سمكها 5 سم (أي 2 إنش)ـ بعد حرب يوتلاند، ولكن لم يتم وضع تلك الدروع لياووز. وبناء على توقعات دخول ياووزالخدمة مرة أخرى في نهاية عام 1929 م، عملت القوات البحرية السوفيتية على إصلاح العلاقات مع القوات البحرية العثمانية بهدف تنقل البارجة الحربية باريز سكايا كومونا (Parizhskaya Kommuna) والطراد الخفيف بروفنتيرن (Profinterm) بحرية بين بحر البلطيق والبحر الأسود. وفي عام 1930 م، انضم ياووز إلى القوات البحرية التركية مرة أخرى. وعقب الإصلاحات والتجديدات، نجح ياووز في اختبار السرعة الذي قام به، واجتاز بنجاح منقطع النظير اختبارات إطلاق النار. وفي عام 1931 و 1932 م، كوَّن ياووز مع أربعة سفن حربية أخرى الأسطول الحربي العثماني.
وفي عام 1930 م، تغير اسم الطراد بشكل رسمي من ياووز سلطان سليم إلى ياووز سليم. وفي عام 1930، تم تغيير اسمهاإلى ياووز. وفي عام 1933م، نقل ياووز رئيس الوزراء التركي عصمت إنونو من فارنا إلى إستانبول. وفي عام 1934م، نقل الطراد ياووز شاه إيران الذي جاء في زيارة إلى تركيا من طرابزون إلى ساكسون. وفي نوفمبرعام 1938م، نقل جثمان مصطفى كمال أتاتورك من إستانبول إلى إزميد. وفي عام 1937م، اعتبر الملحق العسكري للقوات البحرية الإنجليزية ياووز وباقي السفن الحربية التركية من الطراز القديم؛ بسبب ضعف أسلحة الدفاع الجوي لديها. وفي عام 1938م، شرعت الحكومة التركية في وضع خطط لزيادة القوات البحرية. ووفقاً لتلك الخطط، يتكون الأسطول التركي من زورقين حربيين يبلغ وزن كل منهما 10 آلاف طن واثنتي عشرة مدمرة. وحتى عندما عمل الطراد الثاني مع القوات البحرية في عام 1945م، ظل يافوز في الأسطول أيضاً. وكانت الحكومة التركية تخطط لإنشاء طراد حربي يبلغ وزنه 23 ألف طن فيما بين عامي1950 و1960 م، لكنها لم تستطع انشائه بسبب اقتراب الحرب العالمية الثانية، وإعطاء الدول الأخري الأولوية لإنشاء سفن لترسانتها البحرية.
ظلت ياووز في الخدمة طوال الحرب العالمية الثانية. وفي نوفمبر عام 1939 م، كانت ياووز وباريز سكايا كومونا الروسية أكبر طرادين في البحر الأسود. ووفقاً لمجلة لايف(Life)، كان ياووز الطراد الأفضل في البحر الأسود؛ بسبب عدم الاعتناء بالسفن السوفيتية. وفي عام 1941 م، أضيفت إلى ياووز أربعة مدافع يبلغ قطر كل منها 88 سم، وعشر مدافع يبلغ قطر كل منها 40 مم، وأربعة مدافع يبلغ قطر كل منها 20 مم؛ وذلك لتقوية بطاريات السفينة المضادة للطائرات. وبعد ذلك، زيدت هذه الأرقام لتصبح 22 مدفعاً يبلغ قطر كل منها44 سم، وأربعة مدافع يبلغ قطر كل منها 20 مم. وفي إبريل عام 1946 م، أحضرت البارجة الأمريكية يو إس إس بور ميزوري (USS Missouri) والطراد الخفيف يو إس إس بروفيدينس (USS Providence) والمدمرة الحربية يو إس إس باور (USS Power) نعش السفير التركي منير إرتجون إلى إستانبول. وكان ياووز في استقبالهم عند مضيق البوسفور. وعندما تقابلوا، أطلق ياووز وميزوري 19 المدافع تحيةً لبعضهم البعض. وبعد عام 1948م، ظلت ياووز تتنقل بين غولغوك وإزميد.
وفي 20 ديسمبر 1950 م، تم إيقاف ياووز عن العمل. وفي عام 1952 م عندما أصبحت تركيا في حلف الناتو، أطلق على ياووز رمز بي 70 (B70). وفي 40 نوفمبر 1954 م، لم تُحسب في جرد القوات البحرية. وفي عام 1963م، طالبت الحكومة الألمانية بشراء ياووز من الحكومة التركية، ولكن الأخيرة رفضت. وفي عام 1971 م، اشترت الحكومة التركية إم كى إس سيمان (M.K.E Seyman) بناء على إخراج السفينة ياووز من القوات البحرية التركية. وفي 7 يونيو 1973 م، تم نقل ياووز إلى ساحة التفكيك. وفي فبراير عام 1976 م، تم تفكيكها بشكل كلي. وكان ياووز هوآخر طراد متبق من القوات البحرية في العالم لهذه الفترة.